# Пилешка супа
Пилешката супа е популярна традиционна българска супа. Застроена е с кисело мляко и яйце пилешка супа, зеленчуци и фиде.